# Wiktor Boniecki

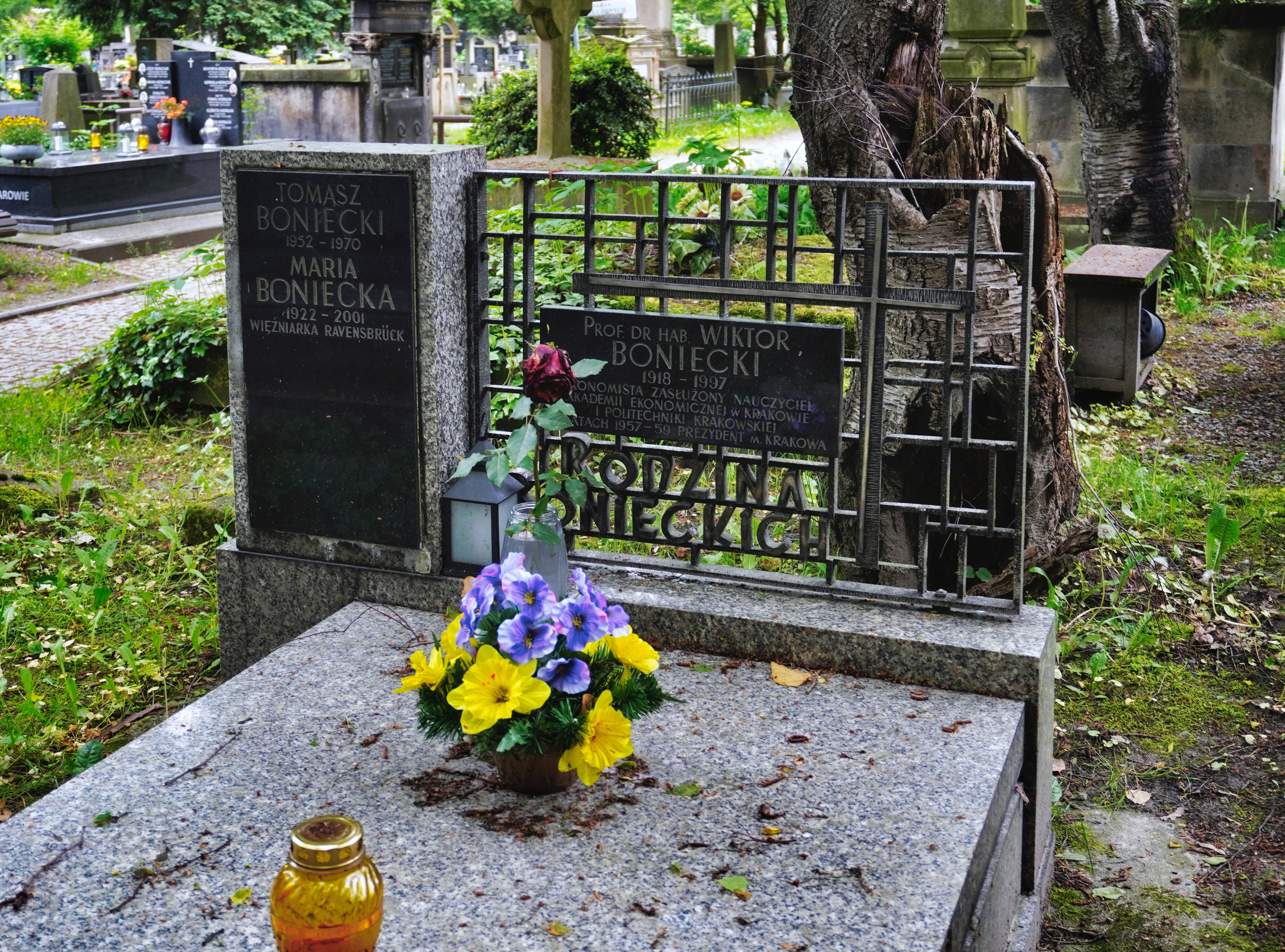
Grób Wiktora Bonieckiego na cmentarzu Rakowickim w Krakowie

Wiktor Boniecki (ur. 17 kwietnia 1918 w Mikołajowie na Ukrainie, zm. 2 kwietnia 1997 w Krakowie) – ekonomista, przewodniczący Prezydium Rady Narodowej Miasta Krakowa (1957–1959).

## Życiorys
Ukończył gimnazjum w Radomiu. Od 1937 studiował prawo i ekonomię na Uniwersytecie Warszawskim.
W czasie okupacji niemieckiej pracował w Warszawie jako robotnik, później w Radomiu jako technik budowlany. Brał także udział w tajnym nauczaniu.
Po II wojnie światowej, ukończył studia na Uniwersytecie Jagiellońskim oraz uzyskał doktorat i habilitację. W latach 1946–1951 pracował w Katedrze Skarbowości UJ, przekształconej później w Katedrę Prawa Finansowego. W 1950 przeniósł się do Wyższej Szkoły Ekonomicznej (po 1974 Akademia Ekonomiczna w Krakowie), jednocześnie prowadząc zajęcia ze studentami AGH, Politechniki Krakowskiej i Akademii Rolniczej. W 1967 został profesorem. W latach 1957–1969 kierownik Katedry Historii Myśli Ekonomicznej, w latach 1972–1988 kierownik Instytutu Ekonomii Politycznej.
W 1957 został sekretarzem do spraw ekonomicznych Komitetu Wojewódzkiego PZPR w Krakowie. 24 października 1957 został wybrany przewodniczącym Prezydium Rady Narodowej Miasta Krakowa. Na stanowisku tym pozostał do dnia 6 listopada 1959. Popierał działalność kulturalną, przywrócił Juwenalia po raz pierwszy zorganizowane po wojnie w 1959, oddając im we władanie klub „Pod Jaszczurami”. Wprowadził uroczystą oprawę ślubów cywilnych.
Jest autorem około 100 prac naukowych z zakresu ekonomii politycznej i historii myśli ekonomicznej. Do najbardziej znanych należą: „Poglądy ekonomiczne Mikołaja Kopernika” (1975), „Rewolucja naukowo-techniczna a postęp gospodarki” (1974).
Zmarł w Krakowie. Pochowany na cmentarzu Rakowickim (kwatera PAS AD-płn-po lewej Augustyńskich).
Miał syna Tomasza, który mając 18 lat zginął 1 czerwca 1970 r. w Krakowie w wypadku samochodowym.

## Ordery i odznaczenia
- Krzyż Komandorski z Gwiazdą Orderu Odrodzenia Polski
- Krzyż Oficerski Orderu Odrodzenia Polski (1959)[5]
- Medal 10-lecia Polski Ludowej (15 stycznia 1955)[6]
- Medal Komisji Edukacji Narodowej[1]